# Partiti politici in Finlandia
I partiti politici finlandesi seguono un sistema multipartitico di cui tre sono storicamente quelli principali in termini di voti: il Partito Socialdemocratico Finlandese, il Partito di Centro Finlandese ed il Partito di Coalizione Nazionale. Variando la loro percentuale di voti dal 18 al 25%, essi sono costretti a formare governi di coalizione in ogni legislatura.

## Lista dei partiti rappresentati in Parlamento
In Finlandia per presentarsi alle elezioni un partito deve avere un minimo di 5.000 iscritti aventi diritto di voto e di essere eletti; tali iscritti devono inoltre garantire una normale vita democratica all'interno del partito, regolamentata per legge.
Questo è l'elenco dei partiti rappresentati all'Eduskunta (parlamento unicamerale finlandese) e dei loro attuali leader. Tra parentesi il nome in finlandese e l'abbreviazione.
- Partito di Coalizione Nazionale (Kansallinen Kokoomus, KOK): Petteri Orpo
- Veri Finlandesi (Perussuomalaiset, PS): Riikka Purra
- Partito Socialdemocratico Finlandese (Suomen Sosialidemokraattinen Puolue, SDP): Sanna Marin (dimissionaria)
- Partito di Centro Finlandese (Suomen Keskusta, KESK): Annika Saarikko
- Lega Verde (Vihreä liitto, VIHR): Maria Ohisalo
- Alleanza di Sinistra (Vasemmistoliitto, VAS): Li Andersson
- Partito Popolare Svedese di Finlandia (in finlandese Ruotsalainen kansanpuolue, in svedese Svenska folkpartiet i Finland, SFP): Anna-Maja Henriksson
- Democratici Cristiani Finlandesi (Suomen Kristillisdemokraatit, KD): Sari Essayah
- Movimento Ora (Liike Nyt, LIIK): Harry Harkimo